# Gefecht am Greenbrier River
Philippi Races – Rich Mountain – Kesslers Cross Lanes – Carnifex Ferry – Cheat Mountain – Greenbrier River – Camp Allegheny
Das Gefecht am Greenbrier River, auch Gefecht von Camp Bartow genannt, war ein Gefecht des amerikanischen Bürgerkriegs im Verlaufe der Operationen im westlichen Virginia. Es fand am 3. Oktober 1861 in der Nähe des Greenbrier Rivers statt.
Nach dem Sieg am Cheat Mountain beabsichtigten die im westlichen Virginia eingesetzten Truppen der Nordstaatler, die Verbände der Konföderierten vom Gebiet des zukünftigen Staates West Virginia zu vertreiben. Am Morgen des 3. Oktober führte Brigadegeneral Joseph J. Reynolds persönlich eine bewaffnete Aufklärung mit 2 Brigaden vom Cheat Mountain Summit Fort nach Osten durch, um die Konföderierten im Camp Bartow anzugreifen und zu vernichten.
Reynolds gelang es, in die Sicherung der Konföderierten einzubrechen. Ab 07:00 Uhr lieferte sich die US-Artillerie ein vierstündiges Duell mit der gegnerischen Artillerie. Während dieses Duells griff Reynolds zuerst die linke Flanke und anschließend die rechte Flanke der Konföderierten an. Beide Angriffe konnten jedoch von den gut ausgebildeten und disziplinierten Soldaten Brigadegeneral Henry R. Jacksons abgewehrt werden. Gegen Mittag stellte Reynolds seine Angriffe ein und wich in das Cheat Mountain Summit Fort aus.
Die Konföderierten räumten trotz dieser erfolgreichen Abwehr der Angriffe Camp Bartow im November, um Angriffe der Nordstaatler aus dem günstiger gelegenen Camp Allegheny abwehren zu können.